# Guerras confederadas de Irlanda
Las Guerras confederadas irlandesas, en ocasiones llamada también la guerra de los once años (que deriva de la frase irlandesa Cogadh na haon deag mbliana), tuvieron lugar en Irlanda entre 1641 y 1653. Irlanda  fue el teatro de las guerras de los tres reinos, una serie de guerras civiles entre los reinos de Irlanda, Inglaterra y Escocia (todas gobernadas por Carlos I de Inglaterra) que también incluyeron la guerra civil inglesa y la guerra civil de Escocia. El conflicto alzó esencialmente a los nativos católicos contra los colonos británicos protestantes y sus defensores de Inglaterra y Escocia.

## Descripción general
La guerra comenzó con la rebelión de los irlandeses del Úlster, durante la cual mataron a miles de escoceses y colonos ingleses protestantes. La rebelión se expandió a través del país y los nativos crearon la asociación de los Confederados católicos de Irlanda para organizar la resistencia militar. La confederación consistía en un Estado independiente y una coalición de toda clase de ciudadanos de la sociedad católica, tanto gaélicos como Ingleses Viejos. Dicha unión profesó estar al lado de los caballeros reales durante las guerras civiles, pero la mayoría lucharon su propia guerra en defensa de los intereses de los terratenientes irlandeses.
Los Confederados gobernaron gran parte de la isla como Estado soberano de facto hasta 1649, y proclamaron su lealtad a Carlos I. Desde 1641 hasta 1649, lucharon contra los Covenanters escoceses y los ejércitos parlamentarios ingleses. En el contexto de la guerra civil inglesa, estaban vagamente aliados con los Realistas ingleses, pero se dividieron por la decisión de enviarles ayuda militar para socorrerles en la guerra civil de Inglaterra. Finalmente, nunca enviaron tropas a Inglaterra, pero sí una expedición a Escocia para socorrer a los Realistas escoceses, avivando la guerra civil escocesa.
Las guerras produjeron una serie de fuerzas extremadamente fracturadas. Los Protestantes se dividieron en tres facciones principales (Realistas ingleses, Parlamentarios ingleses y Covenanters escoceses) como resultado de las guerras civiles en Inglaterra y Escocia. Los católicos se dividieron en más de una ocasión en cuanto al tema de si su principal lealtad era con la religión católica o con Carlos I.
Las guerras finalizaron con la derrota de los Confederados y de sus aliados los ingleses Realistas por la conquista que llevó a cabo Oliver Cromwell con su Nuevo Ejército Modelo en 1649-53.  Las guerras que sucedieron a la rebelión de 1641 causaron pérdidas masivas de vidas en la isla, únicamente comparadas en la historia del país con la gran hambruna que sufrió en 1840. El Parlamento inglés organizó la confiscación masiva de tierras que pertenecían a los irlandeses como castigo por la revuelta y para hacerles pagar por la guerra. Aunque parte de las tierras fueron devueltas a sus propietarios después de 1660 al restaurarse la monarquía en Inglaterra, este período marcó el fin efectivo de la antigua clase terrateniente católica de Irlanda.

## La conspiración de octubre de 1641
La rebelión de 1641 estaba destinada a ser una rápida y sangrienta toma del poder de Irlanda por parte de un pequeño grupo de conspiradores dirigidos por Phelim O'Neill. Pequeñas bandas de familiares y personas a su cargo se movilizaron en Dublín, Wicklow y Úlster para ocupar edificios estratégicos como el castillo de Dublín. Al haber tan solo un pequeño número de soldados ingleses estacionados en la isla, se estimaba razonable el éxito del plan. Habiendo conseguido este propósito, las guarniciones inglesas restantes del país podrían haberse rendido, dejando a los irlandeses en posición de fuerza para negociar sus demandas de reforma civil, tolerancia religiosa y autogobierno irlandés. Sin embargo, el plan fue traicionado en el último momento y como resultado, la rebelión degeneró en violencia anárquica. A continuación del comienzo de las hostilidades, la enorme aversión de la población nativa irlandesa por los colonos protestantes estalló en violencia desmesurada.

## La rebelión 1641-1642
Entre 1641 y comienzos del 1642, la lucha en Irlanda estaba marcada por ataques de pequeños grupos reclutados por los nobles locales, o formados por civiles, miembros de grupos étnicos o religiosos opuestos. Al principio, fueron sobre todo los católicos del Úlster los que, aprovechándose del vacío de poder imperante, se dedicaron a ajustar cuentas con los colonos protestantes que se habían instalado en Irlanda merced al proceso colonizador llevado a cabo por los ingleses. En un primer momento, la nobleza católica trató de contener la escalada de violencia[cita requerida], pero cuando estuvo claro que el gobierno de Dublín no iba a hacer distinciones a la hora de castigar a los católicos, participó en los ataques a los protestantes y se enfrentó a las tropas inglesas enviadas para sofocar la rebelión. En las áreas de mayor densidad protestante, como Cork, Dublín, Carrickfergus o Derry, los colonos crearon sus propias milicias para defenderse y contener a los rebeldes. Todos los bandos se emplearon con extrema crueldad en esta primera fase de la guerra. En torno a 4.000 protestantes fueron masacrados y otros 12.000 murieron de inanición tras ser expulsados de sus hogares. Durante uno de los hechos más notorios, los habitantes protestantes de Portadown fueron hechos prisioneros y masacrados en el puente de la localidad. Los colonos respondieron, como el gobierno de Dublín, con ataques a la población civil irlandesa. Se produjeron matanzas de católicos en Rathlin Island y en muchos otros lugares. Los rebeldes del Úlster consiguieron derrotar a una fuerza gubernamental en la Batalla de Julianstown, pero no lograron tomar la cercana ciudad de Drogheda y se dispersaron en su avance hacia Dublín.
A principios de 1642, las fuerzas rebeldes se concentraban en cuatro puntos: en Úlster, al mando de Phelim O'Neill; en la Empalizada en torno a Dublín, bajo el vizconde Gormanstown; en el sureste, territorio de los Butler -destacando Richard Butler, III vizconde de Mountgarret- y en el suroeste, encabezados por Donagh MacCarthy, vizconde de Muskerry.

## Las guerras confederadas 1642-1648
Para más información, véase Irlanda confederada

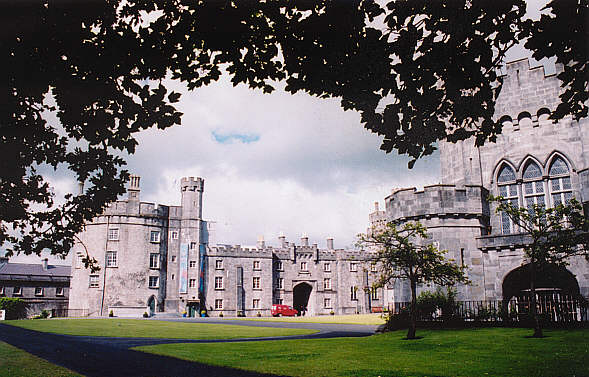
Castillo de Kilkenny Castle, lugar de reunión de la Asamblea General Confederada.

El rey Carlos I de Inglaterra procedió a enviar un gran ejército a Irlanda en el año 1642 con el fin de sofocar la rebelión, lo mismo que los Covenanters escoceses. El ejército escocés expulsó a los rebeldes del Úlster, y el inglés consiguió liberar Dublín. Los católicos irlandeses formaron entonces la Confederación católica, con capital en Kilkenny, y procedieron a reclutar su propio ejército. Los confederados lograron mantener en su poder varias ciudades portuarias como Waterford y Wexford, a través de las cuales podrían recibir ayuda de las potencias católicas continentales. Muchos irlandeses católicos se unieron a la Confederación, con algunas excepciones, como la del conde de Clanricarde, que prefirió permanecer neutral. Los rebeldes disponían de algunas milicias y de las tropas particulares de los nobles, comandadas por aristócratas inexpertos como Lord Mountgarret. Fueron derrotados por las tropas inglesas y escocesas en las batallas de Liscarroll, Kilrush, New Ross y Glenmaquinn.
Sin embargo, el estallido de la primera guerra civil inglesa provocó que muchas de las tropas inglesas fueran llamadas para luchar con los realistas, abandonando Irlanda y dando un respiro a los confederados.
A mediados de 1642, Carlos I confirmó las Actas de los Aventureros; esta disposición pretendía obtener fondos para la lucha contra los rebeldes irlandeses. El dinero recibido por la corona de los inversores sería reembolsado con la entrega o venta de las tierras que se consiguieran confiscar a los confederados. Esta ley sirvió para movilizar aún más a los irlandeses en su lucha; además de por su libertad religiosa, luchaban por mantener sus posesiones.
Los confederados barrieron de su territorio a las guarniciones enemigas, quedando únicamente Úlster, Cork y Dublín en manos de las tropas inglesas y escocesas. Garret Barry pudo conquistar Limerick en 1642, mientras que la población civil de Galway consiguió rendir a la guarnición inglesa en la ciudad en 1643. Las restantes fuerzas británicas en Irlanda se dividieron con motivo de la guerra civil inglesa. La guarnición de Cork, comandada por Murrough O'Brien, I conde de Inchiquin, se puso de lado de los parlamentarios, al igual que los protestantes de Derry. Sin embargo, las tropas acantonadas en el este de la isla, dirigidas por el conde de Ormonde, tomaron partido por el rey. El ejército de los Covenanters escoceses, con base en Carrickfergus, seguía las instrucciones del gobierno de Edimburgo y se mantuvo en el bando parlamentario hasta 1647.

### Tablas
Esta situación permitió a los Confederados ganar tiempo para crear un ejército regular. Implementaron un sistema fiscal por todo el país, con centro en Kilkenny. Recibieron, además, apoyo económico de Francia, España y la Santa Sede. Los ejércitos confederados estaban mandados por soldados profesionales irlandeses como Thomas Preston y Owen Roe O'Neill, que había servido en el ejército español durante las guerras de los treinta y ochenta años. En total, los Confederados fueron capaces de reunir 60.000 hombres durante el curso de la guerra.
Desgraciadamente para ellos, el Ejército Confederado desaprovechó la oportunidad brindada por la guerra civil inglesa para reconquistar y reorganizar Irlanda. Firmaron una tregua con los Realistas en 1643 y pasaron los tres años siguientes inmersos en negociaciones infructuosas con ellos. No fue hasta 1646 en que decidieron iniciar la ofensiva decidida contra los enclaves protestantes de Irlanda. Entre 1642 y 1646, la guerra en Irlanda se limitó a una sucesión de asaltos y escaramuzas sin trascendencia bélica. Todos los bandos implicados emplearon tácticas de tierra quemada, tratando de debilitar a sus oponentes mediante la quema de cosechas y el corte de suministros. Esto causó una gran pérdida de vidas humanas, especialmente entre la población civil, que se vio asolada por la hambruna y las epidemias. En 1644, los Confederados organizaron una expedición contra los escoceses del Úlster, pero no consiguieron capturar ningún territorio importante.
Al sur de país, los Confederados lograron estrechar el territorio en torno a Cork hacia 1644-1645 y ocuparon Bandon, pero fueron incapaces de eliminar la guarnición de Inchiquin. Su mayor éxito fue la toma de Duncannon, dirigida por Thomas Preston, en enero de 1645, con lo que se expulsó a los parlamentarios. Sin embargo, una acción combinada de las tropas de Munster y Úlster, encabezada por Preston y Castlehaven, fracasó en su intento de tomar Youghal. Youghan estaba en posesión de una fuerza parlamentaria mucho más potente que la de Duncannon, y los problemas de abastecimiento obligaron a los Confederados a abandonar el sitio en marzo de 1645.

### Refugiados
Durante los primeros años de la guerra, se produjo un masivo desplazamiento de civiles, ya que ambos bandos se dedicaron a practicar la limpieza étnica en sus territorios. En la fase inicial de la rebelión de 1641, los colonos protestantes buscaron refugio en las ciudades amuralladas de Cork, Dublín o Derry, o huyeron a Inglaterra. Cuando el Úlster fue ocupado por los Covenanters escoceses en 1642, hubo represalias contra la población civil católica irlandesa. Se estima que en torno a 30.000 personas huyeron del Úlster en 1642 hacia territorios en poder de la Confederación. Muchos de estos refugiados pasaron a formar parte del Ejército del Úlster al mando de Owen Roe O'Neill, viviendo en grupos llamados "creaghts" organizados según las estructuras de clan. En el resto de Irlanda, los ataques a civiles fueron menos virulentos, aunque la "tierra de nadie" entre confederados e ingleses en las provincias de Leinster y Munster fue repetidamente asaltada y quemada por unos y otros, lo que provocó la huida de la población civil.

### Victoria y derrota de los Confederados

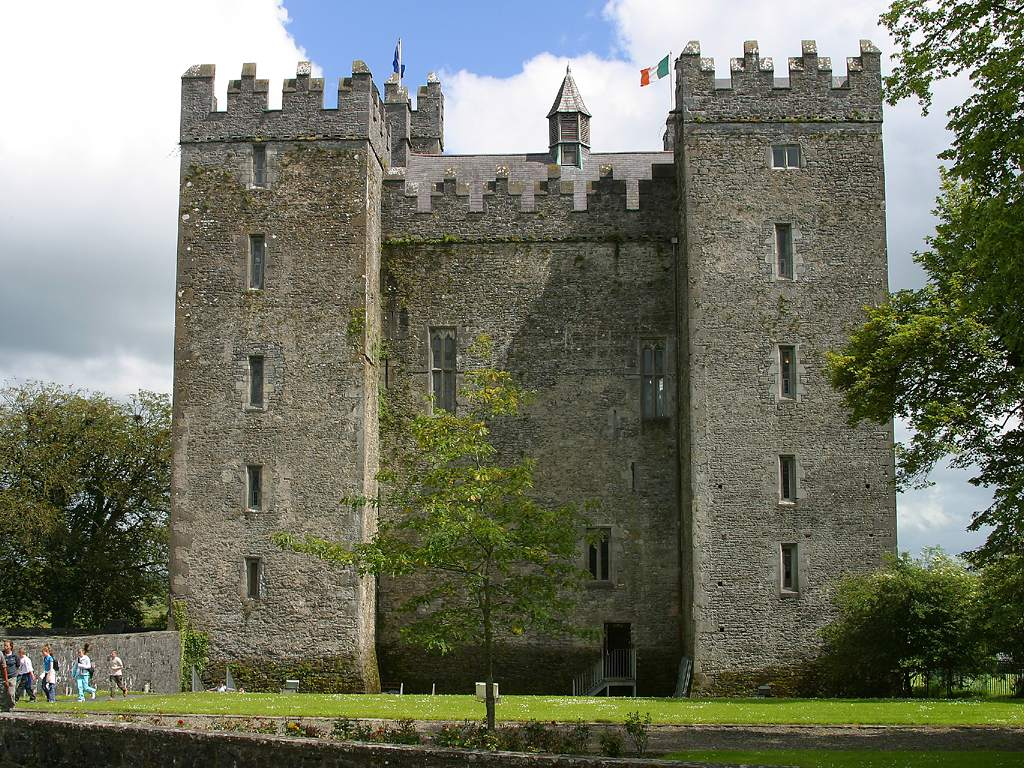
Castillo de Bunratty, sitiado y tomado por los Confederados irlandeses en 1646. Una de las victorias confederadas de ese año.

Esta situación terminó en 1646, tras el fin de la primera guerra civil inglesa. Los confederados abandonaron las negociaciones con los Realistas derrotados y trataron de conquistar Irlanda antes de que el Parlamento inglés pudiera lanzar una invasión. La llegada del nuncio papal, Giovanni Battista Rinuccini, con dinero y armas contribuyó a levantar la moral de las tropas. Consiguieron capturar el Castillo de Bunratty en Clare, derrotar a un ejército escocés en Benburb y conquistar la población de Sligo. A finales de ese mismo año, los ejércitos confederados de Úlster y Leinster, comandados por Owen Roe O'Neill y Thomas Preston (18.000 hombres en total), asediaron la ciudad de Dublín en poder de una guarnición realista a las órdenes de Ormonde. Ormonde había devastado toda la zona circundante, por lo que los confederados, sin abastecimientos, tuvieron que levantar el sitio. Ormonde, que dijo que "prefería los rebeldes ingleses a los irlandeses", abandonó Dublín y volvió con un ejército parlamentario al mando Michael Jones, mientras que nuevos refuerzos desembarcaban en Cork.
Durante 1647, los parlamentarios batieron a los Confederados en una larga serie de batallas, forzando a estos a unirse a la coalición realista para contener la invasión de los parlamentarios. En agosto de 1647, el Ejército de Leinster de Preston fue aniquilado en Dungans Hill por los parlamentarios de Jones cuando marchaba a Dublín. Eran las mejores tropas confederadas, y la pérdida de sus hombres y armamento constituyó un serio revés para la Confederación. Por su parte, los parlamentarios situados en Cork devastaron el territorio confederado en Munster, haciendo que la hambruna cundiera entre la población civil. En septiembre saquearon Cashel, tomando la ciudad y pasando a cuchillo a toda la población, defensores y civiles, incluyendo varios clérigos católicos. Cuando el ejército irlandés de Munster se enfrentó a ellos en la batalla de Knocknanuss en noviembre, los Confederados fueron completamente derrotados. La ciudad de Sligo fue conquistada por un ejército formado por colonos británicos del Úlster. Las batallas durante esta fase de la guerra fueron terriblemente sangrientas: en los combates entre 1646-1647, los derrotados perdían casi la mitad de sus hombres en cada enfrentamiento, la gran mayoría durante la retirada. Se calcula que entre 7.000 y 8.000 irlandeses perdieron la vida en el campo de batalla entre los tres mayores enfrentamientos de 1647. Esta serie de derrotas obligó a los Confederados a llegar a un acuerdo con los realistas y a poner las tropas bajo su mando. Tras varias disputas internas, los Confederados disolvieron su asociación en 1648 y aceptaron a James Butler como comandante en jefe de la coalición Realista en Irlanda. Inchiquin, comandante parlamentario en Cork, se unió a las filas realistas tras el arresto de Carlos I.
Los confederados se dividieron ante la decisión de unirse a los realistas. Rinuccini amenazó con excomulgar a aquellos que no aceptaran el pacto. Para él fue especialmente delicado el tema de la alianza con Inchiquin, que había masacrado a católicos en 1647. Hubo un breve periodo de guerra civil en 1648 entre el ejército del Úlster de Owen Roe O'Neill, que se negó a aceptar el acuerdo, y la alianza creada entre confederados y realistas. Finalmente, O'Neill se vio obligado a desistir. Durante este periodo, los Confederados dejaron pasar otra oportunidad excepcional para consolidarse en Irlanda mientras Inglaterra se debatía en la Segunda guerra civil de 1648 a 1649.

## La Guerra Cromwelliana 1649-1653

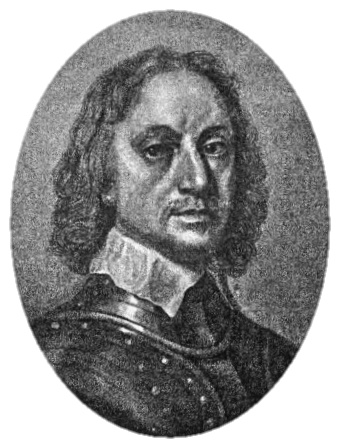
Oliver Cromwell, que desembarcó en Irlanda en 1649 con la misión de reconquistar Irlanda para el Parlamento inglés. Regresó en 1650, habiendo conquistado el sur y el este de Irlanda, traspasando el mando a Henry Ireton.

La coalición Confederada Realista pasó varios meses luchando contra Owen Roe O'Neill y otros antiguos Confederados, perdiendo un precioso tiempo para prepararse frente a la inminente invasión parlamentaria. O'Neill se unió finalmente a los Confederados. En agosto de 1649, Ormonde intentó tomar Dublín, pero fue derrotado en la batalla de Rathmines por Michael Jones. Oliver Cromwell desembarcó poco después al frente de su New Model Army. Mientras que los confederados habían sido incapaces de derrotar a sus enemigos tras ocho años de luchas, Cromwell consiguió conquistar toda la isla en tres años, gracias al empleo de tropas bien suministradas, preparadas y armadas (especialmente, artillería). Más aún, contó con una gran cantidad de recursos humanos, económicos y financieros para realizar la campaña.

### La conquista de Cromwell
Su primera acción consistió en asegurar la costa este de Irlanda para garantizar las comunicaciones y los suministros desde Inglaterra. Con este fin, conquistó Drogheda y Wexford, masacrando a los defensores de ambas ciudades. Envió fuerzas al norte para tratar de enlazar con el ejército de colonos británicos que se había creado en el Úlster. Aquellos colonos que habían apoyado a los covenanters escoceses y a los realistas fueron derrotados por los parlamentarios en la batalla de Lisnagarvey.
Ormonde fracasó en su intento de organizar una defensa militar en el sur de Irlanda. Basó su estrategia en ciudades amuralladas, que Cromwell tomó sistemáticamente merced a su bien pertrechada artillería. De todas formas, los ejércitos de campaña de confederados y realistas no mantuvieron ninguno de los puntos estratégicos en su poder, y la continua serie de derrotas y retiradas acabó por desmoralizarles. El único revés de cierta entidad sufrido por los parlamentarios tuvo lugar en Clonmel, donde el ejército de Cromwell sufrió bajas significativas, si bien muchas de ellas por enfermedad. De todas formas, la subsiguiente defección de la guarnición de Cork, que, tras haberse pasado del bando parlamentario al realista en 1648, volvió a estar del lado parlamentario. Cromwell regresó a Inglaterra en 1650, dejando a Henry Ireton al frente de las tropas.
En el norte, un ejército formado por parlamentaristas y colonos ingleses aniquiló al ejército irlandés del Úlster en Scarrifholis. Ormonde cayó en descrédito y huyó a Francia, siendo reemplazado por Ulick Burke, conde de Clanricarde. En 1651, los restos de las fuerzas realistas/irlandesas estaban concentrados al oeste del Shannon y conservaban únicamente las ciudades fortificadas de Limerick y Galway y un enclave en el condado de Kerry defendido por Donagh MacCarthy, vizconde de Muskerry. Ireton sitió Limerick mientras que el ejército parlamentario del norte bajo Charles Coote sitiaba Galway. Muskerry intentó aliviar la situación de Limerick marchando hacia el norte desde Kerry, pero fue derrotado por Roger Boyle en la batalla de Knocknaclashy. Limerick y Galway estaban demasiado bien defendidas como para tomarlas por asalto, pero, tras un largo bloqueo, el hambre y la enfermedad obligaron a rendir Limerick en 1651 y Galway en 1652. Waterford y Duncannon se rindieron en 1651.

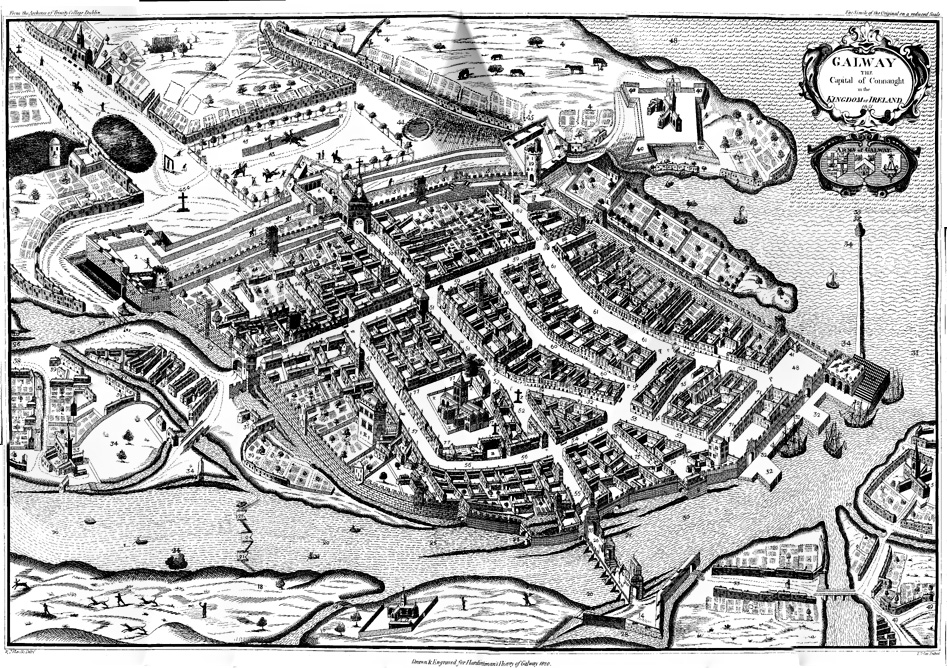
La ciudad fortificada de Galway en 1651. Fue el último bastión irlandés en caer en manos de los parlamentarios en 1652.

### Guerra de guerrillas
Este fue el fin de la resistencia irlandesa organizada, pero debido a las duras condiciones impuestas por Cromwell, muchas unidades decidieron continuar la lucha de guerrillas o "tories", como fueron conocidos en su momento. Las tories, usualmente formadas por soldados confederados, operaban desde zonas montañosas como Wicklow, atacando grupos vulnerables de parlamentarios y dificultando sus abastecimientos y comunicaciones. Como respuesta, los parlamentarios procedían a desahuciar a la población civil de las zonas en las que se refugiaban los guerrilleros y quemaban sus cosechas. Como resultado, la hambruna se extendió rápidamente por el país, agravada por un brote de peste negra. El último ejército irlandés propiamente dicho se rindió en Cavan en abril de 1653, cuando el ejército inglés les autorizó a salir de la isla para servir en el ejército francés, donde se había exiliado el gobierno realista. De todas formas, cualquier fuerza capturada en esta fase de la guerra era, o bien ejecutada, o bien deportada a las colonias penales de las Indias Occidentales. Incluso tras el final formal de la guerra y la rendición irlandesa, el país vivió en un estado de agitación constante, con violencia a pequeña escala, durante el resto de la década.

## El coste
El coste en vidas del conflicto fue elevado. William Petty, miembro de la expedición de Cromwell y que realizó el primer estudio demográfico de Irlanda en la década de 1650 (el Down Survey), concluyó que entre 400.000 y 620.000 personas habían muerto en Irlanda entre 1641 y 1653. La cifra real fue probablemente inferior, pero la más baja contemplada sugiere 200.000 muertos, lo que en un país con una población de 1,5 millones de habitantes representa una mortalidad considerable. Se ha estimado que dos tercios aproximadamente de los muertos fueron civiles. La derrota irlandesa llevó a la confiscación masiva de las tierras propiedad de católicos y a la dominación protestante inglesa de Irlanda durante los siglos siguientes.
Las guerras, especialmente la conquista de Cromwell, dejaron una profunda impronta en la memoria irlandesa. La poesía gaélica de la posguerra trata de la falta de unión entre los católicos y la Confederación, y sus constantes luchas internas, a las que se culpa del fracaso ante Cromwell. Otro tema común es el lamento de las viejas clases propietarias de irlandeses católicos, que fueron destruidas en las guerras, y de la crueldad de las fuerzas parlamentarias. Ver también Poesía irlandesa.

## Apéndice: Alianzas cambiantes
Las guerras confederadas de Irlanda fueron un conflicto complejo en el que cuatro grandes ejércitos entraron en combate: los Realistas leales al rey Carlos I, los covenanters escoceses (enviados al Úlster en 1642 para proteger a los colonos ingleses y escoceses de las masacres que siguieron a la rebelión irlandesa de 1641), el ejército parlamentario y el ejército confederado irlandés. Durante las guerras, todos estos ejércitos entraron en combate en uno u otro lado. Para complicar aún más la situación, en 1648 se produjo un enfrentamiento entre facciones de los confederados irlandeses.
Los confederados irlandeses: Creados en octubre de 1642, la Confederación de Killkenny fue inicialmente un movimiento rebelde de los católicos irlandeses, enfrentados a las tropas inglesas enviadas tras la rebelión de 1641, aunque siempre afirmaron estar en guerra contra los consejeros del rey, no con el propio rey. Se enfrentaron también al ejército escocés en el Úlster. Entre 1642 y 1649, los Confederados consiguieron hacerse con el control en la mayor parte de Irlanda, a excepción del este y oeste del Úlster, Cork y Dublín. En 1643 se llegó a una tregua con los Realistas tras el estallido de la Guerra civil en Inglaterra y se iniciaron negociaciones para que los Confederados entraran en la guerra civil dentro del bando realista. Sin embargo, las negociaciones se rompieron ante la negativa de los Realistas a firmar un tratado que reconociera la posición de la Iglesia católica y devolviera las tierras confiscadas a los irlandeses católicos. Tras esta ruptura, los Realistas entregaron muchas de sus plazas a los parlamentarios durante 1646. Sin embargo, tras nuevas negociaciones, finalmente se llegó a un acuerdo entre Realistas y Confederados en 1648. Algunos Confederados (especialmente en el Úlster), se opusieron al tratado, iniciando una pequeña guerra civil entre los católicos, durante la cual el Parlamento inglés apoyó al Ejército del Úlster.
Los covenanters escoceses llegaron a Irlanda a principios de 1642 para sofocar el levantamiento de 1641 y proteger las vidas y propiedades de los colonos protestantes en el Úlster. Controlaron la mayor parte de la zona oriental del Úlster durante la guerra, pero su derrota en Benburb ante los Confederados debilitó severamente su posición. Se enfrentaron a los Confederados con el apoyo del Parlamento inglés entre 1642 y 1648. Tras la ruptura de la alianza entre Parlamentarios y Covenanters, las fuerzas escocesas en el Úlster se unieron a los Confederados y a los Realistas en 1649 para combatir a las tropas del Parlamento inglés.
El Ejército Parlamentario obtuvo su primer éxito en Irlanda en 1644, cuando la tropa protestante con base en Cork y dirigida por Inchiquin se pasó a los Parlamentarios ante el alto al fuego firmado con los Confederados. El ejército formado por los colonos protestantes en el noroeste, conocido como "el ejército de Lagan", se unió a los Parlamentarios en 1644 al considerar que era la opción más fiable y anticatólica. Dublín también cayó en manos parlamentarias en 1646, cuando los Realistas la entregaron a los parlamentarios ante la amenaza de la conquista por los Confederados. En 1648, los parlamentarios apoyaron durante un breve período a Owen Roe O'Neill en su lucha contra los Confederados, dando lugar a una alianza entre ultracatólicos y Puritanos que duró poco tiempo. Finalmente, los católicos del Úlster se sumaron a la coalición Confederada-Realista tras la invasión de Cromwell en agosto de 1649. El inmenso poderío militar del New Model Army consiguió conquistar Irlanda en cuatro años, lo que permitió poner en marcha el Acta de los Aventureros, que preveía la venta de tierras irlandesas para financiar los gastos de conquista.
Los realistas, dirigidos por Ormonde, mantuvieron enfrentamientos con los católicos irlandeses entre 1641 y 1643 y su principal base fue Dublín. En 1643 firmaron un alto el fuego con los Confederados, que finalizó en 1646, aunque en 1648 se aliaron a los Confederados irlandeses y a los Covenanters escoceses para hacer frente al ejército de Cromwell. Ormonde se mostró bastante inepto a la hora de planificar la defensa frente a Cromwell, por lo que fue sustituido por los líderes de la Confederación.